# Norbert Wiener
Norbert Wiener (Columbia (Missouri), 26 de novembro de 1894 — Estocolmo, 18 de março de 1964) foi um matemático estadunidense, conhecido como o fundador da cibernética.

## Biografia
Graduou-se em matemática aos 14 anos e recebeu o doutorado em lógica aos 18 anos de idade. Depois foi estudar com David Hilbert em Göttingen, na Alemanha.
A contribuição de Wiener para a ciência da computação veio mais tarde. Durante muitos anos, ele trabalhou no Instituto de Tecnologia de Massachusetts (MIT), onde estudou a nova física probabilística e concentrou-se no estudo estatístico do movimento das partículas elementares em um líquido (o fenômeno conhecido como movimento browniano). Os movimentos de uma partícula são tão imprevisíveis que era impossível descreve-los utilizando-se a física clássica das forças determinísticas. Assim, um método "probabilístico", pelo qual apenas a posição provável de uma partícula num dado momento poderia ser prevista, era a melhor maneira de se resolver a questão.
Quando começou a Segunda Guerra Mundial, ele ofereceu seus serviços ao governo norte-americano e passou a trabalhar com problemas matemáticos referentes a uma arma apontada para um alvo móvel. O desenvolvimento dos sistemas de direção de uma mira automática, seus estudos de física probabilística e seu grande interesse por assuntos que iam desde a filosofia à neurologia apareceram juntos em 1948, quando ele publicou o livro intitulado Cibernética.
Entre os anos de 1946 e 1953 integrou o grupo reunido sob o nome de Macy Conferences, contribuindo para a consolidação da teoria cibernética junto com outros cientistas renomados: Arturo Rosenblueth, Gregory Bateson, Heinz von Foerster, John von Neumann, Julian Bigelow, Kurt Lewin, Lawrence Kubie, Lawrence K. Frank, Leonard Jimmie Savage, Margaret Mead, Molly Harrower, Paul Lazarsfeld, Ralph Waldo Gerard, Walter Pitts, Warren McCulloch e William Ross Ashby; além de Claude Shannon, Erik Erikson e Max Delbrück.

## A Cibernética
Cibernética é o estudo dos autocontroles encontrados em sistemas estáveis, sejam eles mecânicos, elétricos ou biológicos. Foi Wiener quem visualizou que a informação como uma quantidade era tão importante quanto a energia ou a matéria. O fio de Cobre, por exemplo, pode ser estudado pela energia que ele é capaz de transmitir, ou pela informação que pode comunicar. A revolução trazida pelo computador é em parte baseada nessa ideia: uma transferência da fonte de poder do proprietário de uma terra, indústria ou empresa para o controle de informação. A contribuição de Wiener não foi uma simples peça de hardware, mas a criação de um ambiente intelectual em que computadores e autômatos pudessem ser desenvolvidos. A palavra cibernética deriva de um termo grego que significa "timoneiro, piloto".
Wiener estudou o "piloto" ou peça mestra da máquina a vapor de James Watt, que regulava automaticamente a velocidade do engenho; e ele percebeu que para os computadores serem desenvolvidos, teriam que se assemelhar à habilidade dos seres humanos no controle de suas próprias atividades.
O termostato em um ambiente é exemplo de um sistema de controle. Regula o aquecimento, de acordo com as variações de temperatura, em relação a um nível considerado ótimo. O ser humano é necessário somente para estabelecer esse nível. Wiener chamou essa capacidade de auto-regulagem e controle de "retroalimentação negativa"; "retroalimentação" (feedback) porque a saída do sistema (o aquecimento) afeta o seu comportamento futuro, e "negativa" porque diminui o efeito que a gerou, fazendo com que o sistema volte ao equilíbrio. Um sistema que pode agir assim e também definir sua própria temperatura (além de outros objetivos) precisa apresentar, adicionalmente, retroalimentação positiva. Quando um autômato é capaz de realizar tudo isso e também reproduzir a si mesmo, então ele se aproxima da condição humana.
A teoria da cibernética de Wiener pode ser vista como uma superciência, a ciência das ciências - que estimulou as pesquisas em muitas áreas dos sistemas de controle e sistemas que trabalham com informação. O ponto de partida para esta aplicação da teoria cibernética nos diversos campos do conhecimento é a possibilidade de reduzir todo fenômeno ou processo estudado à informação ou a sua transmissão.
Aquilo que sabemos a respeito das mudanças no mundo nos chega pelos olhos, ouvidos e outros receptores sensoriais, que funcionam como instrumentos de seleção de apenas certos dados de uma totalidade, que nos engolfaria em caso contrário. A informação pode ser estudada, também, de forma estatística, independentemente do significado que possa ter. Por exemplo, pela observação da frequência com que certos símbolos ocorrem pode-se quebrar vários tipos de códigos. Na língua inglesa, a letra "e" ocorre muito freqüentemente, e o "t" é a outra letra mais utilizada. Com a análise de extensas amostras de um código e comparando-as com exemplos típicos do inglês, é possível identificar letras-chaves e se começar a decifrar o código. Wiener morreu em 1964, antes que a revolução do microcomputador começasse. Mesmo assim, ele previu e escreveu sobre muitos dos problemas que iriam surgir nesta nova tecnologia.
Wiener era fascinado pela ideia do controle da energia do vapor - um dos melhores e mais simples exemplos de retroalimentação negativa. Dois pesos são ligados a duas hastes articuladas a um eixo rotatório, que é conectado à roda reguladora da máquina a vapor. À medida que a velocidade da máquina aumenta, os pesos giram. Este movimento, através de uma ligação adequada, fecha a válvula de pressão lentamente. Isto estabiliza a velocidade do motor, a qualquer nível desejado pelo operador. Os computadores modernos usam tipos de controle mais sofisticados, mas os princípios são os mesmos.

## Publicações
Wiener escreveu muitos livros e centenas de artigos::
- 1914, «A simplification in the logic of relations». Proc. Camb. Phil. Soc. 13: 387–390. 1912 Reimpresso por van Heijenoort, Jean (1967). From Frege to Gödel: A Source Book in Mathematical Logic, 1879–1931. [S.l.]: Harvard University Press. pp. 224–7
- 1930, Wiener, Norbert (1930). «Generalized harmonic analysis». Acta Math. 55 (1): 117–258. doi:10.1007/BF02546511
- 1933, The Fourier Integral and Certain of its Applications Cambridge Univ. Press; Reimpresso por Dover, CUP Archive 1988 ISBN 0-521-35884-1
- 1942, Extrapolation, Interpolation and Smoothing of Stationary Time Series. Um relatório classificado em tempo de guerra apelidado de "o perigo amarelo" por causa da cor da capa e da dificuldade do assunto. Publicado no pós-guerra 1949 MIT Press. http://www.isss.org/lumwiener.htm Arquivado em 2015-08-16 no Wayback Machine])
- 1948, Cybernetics: Or Control and Communication in the Animal and the Machine. Paris, (Hermann & Cie) & Camb. Mass. (MIT Press) ISBN 978-0-262-73009-9; 2ª edição revisada. 1961.
- 1950, The Human Use of Human Beings. The Riverside Press (Houghton Mifflin Co.).
- 1958, Nonlinear Problems in Random Theory. MIT Press & Wiley.
- 1964, Selected Papers of Norbert Wiener. Cambridge Mass. 1964 (MIT Press & SIAM)
- 1964, God & Golem, Inc.: A Comment on Certain Points Where Cybernetics Impinges on Religion. MIT Press.
- 1966, Levinson, N. (1966). «Norbert Wiener 1894–1964». Bull. Amer. Math. Soc. 72 (1 Part 2): 1–33. doi:10.1090/S0002-9904-1966-11450-7 Published in book form.
- 1966, Generalized Harmonic Analysis and Tauberian Theorems. MIT Press.
- 1993, Invention: The Care and Feeding of Ideas. [S.l.]: MIT Press. 1993. ISBN 978-0-262-73111-9 Isso foi escrito em 1954, mas Wiener abandonou o projeto na fase de edição e devolveu seu avanço. A MIT Press publicou postumamente em 1993.
- 1976–84, The Mathematical Work of Norbert Wiener. Masani P (ed) 4 vols, Camb. Mass. (MIT Press). Este contém uma coleção completa de artigos matemáticos de Wiener com comentários.

### Ficção
- 1959, The Tempter. Random House.

### Autobiografia
- 1953, Ex-Prodigy: My Childhood and Youth. MIT Press.[4]
- 1956, I am a Mathematician. Londres (Gollancz).

### Sob o nome  "W. Norbert"
- 1952, The Brain e outros curtas de ficção científica em Tech Engineering News.